# Enrique Rodríguez
Enrique Edgardo Rodríguez, detto Topo (Córdoba, 20 giugno 1952), è un ex giocatore e allenatore di rugby a 15 australo-argentino, che ha militato a livello internazionale per entrambi i Paesi e, in un'occasione senza valore di test match, per Tahiti; presente con gli Wallabies alla Coppa del Mondo di rugby 1987, dopo il ritiro dovette fronteggiare una diagnosi di disturbo bipolare di II tipo, esperienza che è diventata anche oggetto di una piéce teatrale a lui ispirata.

## Biografia
Nato e cresciuto in Argentina, Rodríguez iniziò a giocare a rugby casualmente, in quanto interessato alla pallacanestro: un suo amico lo convinse ad assistere a un incontro di rugby e poco tempo dopo Rodríguez abbracciò tale disciplina.
A 19 anni debuttò come seniores nella prima squadra dell'Università Nazionale di Córdoba, club nel quale rimase sei stagioni; originariamente tre quarti, passò in seguito alla mischia e si guadagnò il soprannome di Topo (equivalente spagnolo di "talpa") da parte di un suo compagno di squadra, che usò la similitudine con tale animale per descrivere la capacità di Rodríguez di penetrare dentro le mischie e i raggruppamenti come se stesse scavando.
Nel 1976 iniziò a rappresentare la Provincia rugbistica di Córdoba nel Campeonato Argentino, e tre anni più tardi, nel 1979 esordì per i Pumas a Dunedin contro un XV della Nuova Zelanda; il primo test match fu qualche settimana dopo l'esordio assoluto, a Buenos Aires contro l'Australia.
Partecipò poi a un tour in Sudafrica nel 1980 con la selezione internazionale del Sudamerica, seconda maglia per la quale totalizzò test match; nel 1981 scese in campo per Tahiti contro la Francia, a tale incontro non è stata mai riconosciuta l'ufficialità di test.
Nel 1983 disputò il suo ultimo incontro internazionale per l'Argentina, a Sydney contro l'Australia: fu proprio in tale Paese che Rodríguez si trasferì con la famiglia poco tempo dopo, e un anno più tardi fu selezionato per gli Wallabies con i quali esordì a Suva contro Figi.
Con l'Australia prese parte al tour 1984 nel Regno Unito in cui gli Wallabies realizzarono il primo Grande Slam della loro storia, vincendo tutti e quattro gli incontri con le Home Nations; tre anni più tardi fu presente alla Coppa del Mondo di rugby 1987 e a novembre chiuse la carriera internazionale, proprio contro l'Argentina: singolarmente aveva disputato il suo ultimo match per i Pumas contro l'Australia, quattro anni prima.
Dopo la fine della sua carriera agonistica, avvenuta nel 1992 a quarant'anni, Rodríguez passò all'attività tecnica: guidò il Warringah, club nel quale aveva giocato, poi in seguito la Nazionale Seven in due riprese, ed ebbe anche esperienze all'estero, come consulente della Nazionale canadese alla Coppa del Mondo di rugby 2003.
Nel 2007, quindici anni dopo la fine della sua attività agonistica, allertato da numerosi stati altalenanti di depressione, fu diagnosticata a Rodríguez una sindrome del disturbo bipolare; ulteriori diagnosi cliniche la classificarono di Tipo II; da allora ha iniziato, insieme alle cure, una campagna di informazione e sensibilizzazione su tale malattia attraverso conferenze e lezioni universitarie; il drammaturgo australiano Neil Cole, anch'egli affetto da tale sindrome, scrisse nel 2007 il soggetto per una rappresentazione teatrale avente a tema proprio il disturbo bipolare, Topo — The Play, il cui personaggio principale era lo stesso Rodríguez, che tenne un discorso in apertura della première a Sydney.